# 生山城
生山城（しょうやまじょう）は、鳥取県日野郡日南町生山にあった日本の城。日野川とその支流の石見川が合流する地点の東、標高470メートル、比高180メートル程の山上に存在していた。別名・亀井山城、日野本城。

## 歴史
日野山名氏5代目の山名豊幸が築き、一時期は日野山名氏の本拠地であったと伝わる。
生山城のある日野地域は山砂鉄の産地であり、たたら製鉄が盛んであった。また、伯耆の米子方面に下る日野川水系の道と、備後の庄原方面の江の川水系へ繋がる道と、備中の新見方面の高梁川水系に繋がる道の合流地点にあり、山陰から山陽を行き来する交通の要所に築かれている。製鉄と交通の両側面から、戦国時代には近隣大名からこの地は重要視された。尼子氏は、この城に直臣を送り直接支配を行ったとされる。6代目の山名藤幸はこの城を尼子方に明け渡している。
永禄年間（1558年-1570年）の毛利氏の尼子家侵攻では、毛利方に付いた日野山名氏が再度この城を奪還している。永禄5年（1562年）6月18日の毛利元就・隆元が連署した文書には「伯州之儀日野本城之事…雲州在番中井平三兵衛尉・米原平内罷退候」とあり、尼子氏は城番に中井綱家・米原綱寛らを送っており、毛利氏の侵攻により退去した事が確認されている。
山名藤幸の養子となっていた宮景盛の次男・景幸が相続し、日野姓を名のって一時的に生山城主となったが後に毛利氏の直轄領となっている。
天正年間（1573年-1592年）には、吉川広家によって整備されたと伝わる。慶長15年（1610年）、黒坂藩5万石で関一政が入封した際、黒坂城（別名・鏡山城）が完成する慶長19年（1614年）まで、生山城を居城とした。慶長20年（1615年）の一国一城令にて廃城。

## 構造と遺構
主郭は山頂付近にあったとされ、近くの曲輪には算木積みの石垣の跡が多々残っているが、その殆どが崩れ落ちている。明確な虎口、堀切の跡は無く、削平された段を連ねる構造は残っている。現在は殆ど整備されておらず、登山道も無い。また、城の麓にある石霞渓と呼ばれる渓谷は景勝地として有名である。